# Parti progressiste national
Die Parti progressiste national (PPN) war eine politische Partei in der Schweiz mit Nähe zum Korporatismus. Sie existierte von 1918 bis 1981 und war ausschliesslich im Kanton Neuenburg aktiv, für dessen kantonale Autonomie sie eintrat.

## Geschichte
Nach dem Landesstreik von November 1918 bildeten sich im Kanton Neuenburg verschiedene Bürgerwehren, die von Industriellen, Bauern und Freiberuflern unterstützt wurden. Zu diesen gehörten die Ligue ordre et liberté («Liga Ordnung und Freiheit») in Le Locle und die Union hélvetique («Helvetische Union») in La Chaux-de-Fonds.
1919 laut dem HLS bzw. im April 1920 laut dem Musée d’histoire de La Chaux-de-Fonds schlossen sich beide Gruppen zur PPN zusammen, deren Ziel es war, Liberale und Radikalliberale zu vereinigen. Dieses Ziel konnte sie nur in Le Locle erreichen, wo sie einzige bürgerliche Kraft war. Gesamtkantonal blieb die PPN jedoch auf ihre Stammlande im Neuenburger Jura, die Region Montagnes, beschränkt war und spielte etwa in der Kantonshauptstadt Neuenburg keine Rolle.
Im Neuenburger Staatsrat war die PPN von 1919 bis 1949 mit Edgar Renaud vertreten, von 1922 bis 1925 auch mit Ernest Strahm. Ihren höchsten Wähleranteil erreichte sie im Jahr 1922 mit 18 von 107 Mandaten im Grossen Rat, danach stellte sie üblicherweise um die zehn Sitze. Von 1922 bis 1931 stellte die PPN mit Arnold Bolle auch einen Vertreter im Nationalrat. 1981 fusionierte sie mit der Liberalen Partei, die ihrerseits 2009 in der FDP aufging.